# صد و یک سگ خالدار (رمان)
صد و یک سگ خالدار (انگلیسی: The Hundred and One Dalmatians) یک رمان کودکانه نوشتهٔ دودی اسمیت به سال ۱۹۵۶ است. این رمان در مورد سرقت خانواده توله سگ‌های دالماسین است. این رمان در اصل در وومنز دی با عنوان سرقت بزرگ سگ سریال سازی شد و جزئیات داستانی آن ماجراهای دو دالماسین به نام پونگو و میسیس است که آن‌ها توله سگ‌های خود را از یک مزرعه خز نجات می‌دهند. دنبالهٔ آن در ۱۹۶۷ به نام واق واق نور ستاره از پایان این رمان ادامه می‌یابد.